# Chrysosoma mixtum
Chrysosoma mixtum är en tvåvingeart som beskrevs av Charles Howard Curran 1927. Chrysosoma mixtum ingår i släktet Chrysosoma och familjen styltflugor.
Artens utbredningsområde är Nigeria. Inga underarter finns listade i Catalogue of Life.